# Bara (peuple)
Pour les articles homonymes, voir Bara.
Les Bara sont un peuple de pasteurs semi-nomades des plateaux du sud de Madagascar. Leur territoire historique se nomme Ibara. Quelques milliers vivent également à La Réunion.

## Origine du nom Bara
L’ethnie Bara est originaire des plateaux du sud de Madagascar. Leur territoire historique s’appelle Ibara. Le nom Bara lui-même trouve son origine dans le mot “Tanim-bara”, signifiant “terre de richesse” ou “terre des zébus”

## Histoire

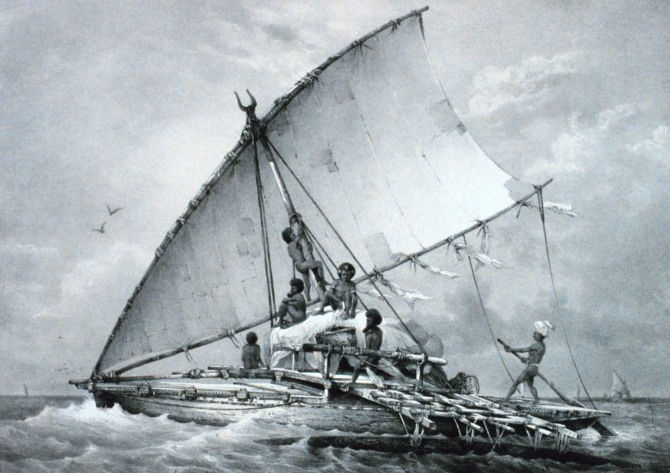
Waka - "canoë à balancier". austronésien (qui a donné en malgache le mot vahoaka-le "peuple", du proto-austronésien *va-waka - "ceux des canoës", "peuple de la mer") : les premiers Ntaolo austronésiens ont probablement utilisés de semblables pour parvenir jusqu'à Madagascar en partant des îles de la Sonde

### Une origine austronésienne commune à toute l'île: lesVahoaka Ntaolo-VazimbaetVezo(350 av J.-C. 1500)

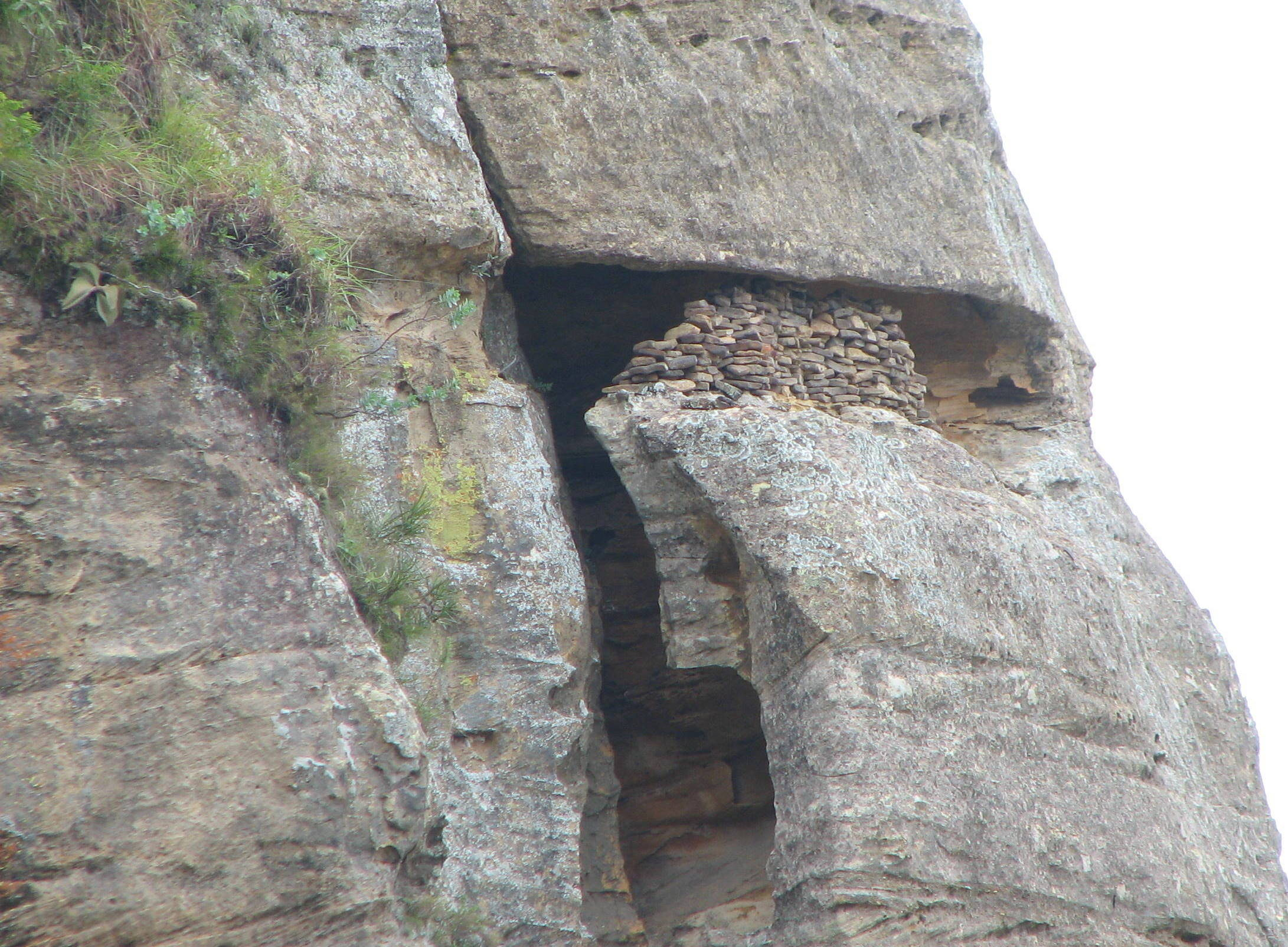
Tombeau Bara dans le Parc national de l'Isalo.

Une équipe de généticiens a démontré une contribution à peu près égale de l'Afrique et l'Indonésie aux lignages malgaches, aussi bien maternels que paternels. De nombreuses recherches pluridisciplinaires - archéologiques , génétiques, linguistiques  et historiques  - avaient déjà montré une origine indonésienne des Malgaches. Arrivés probablement sur la côte Ouest de Madagascar en canoë à balancier (waka) au début de notre ère - voire 300 ans avant selon les archéologues -, ces pionniers navigateurs austronésiens sont connus de la tradition orale malgache sous le nom des Ntaolo (de *(n)ta(u/w) - *olo - "les hommes d'avant", "les "anciens", de *(n)ta(u/w)-"hommes" et *olo- "premier", "origine", "début", "tête" en  proto-Malayo-Polynésien (MP). Il est également probable que ces anciens se nommaient eux-mêmes les Vahoaka (de Va-*waka "peuple/ceux des canoës" ou "peuple de la mer", de *waka-"canoë (à balancier)" en proto-MP, terme signifiant simplement aujourd'hui le "peuple" en malgache.
Sur le plan morphologique/phénotypique, cette origine Sud-Est asiatique première des Malgaches explique, par exemple au niveau des yeux, le "pli épicanthal" asiatique de la paupière supérieure (epicanthic fold) répandu chez tous les Malgaches qu'ils soient des côtes ou des hauts plateaux, qu'ils aient la peau claire, sombre ou cuivrée.
Ces vahoaka ntaolo ("peuple d'origine/premier") austronésiens sont à l'origine de la langue malgache commune à toute l'île, ainsi que de tout le fonds culturel malgache commun : coutumes anciennes (comme celle d'ensevelir les défunts dans une pirogue au fond de la mer ou d'un lac), agriculture ancienne (la culture du taro-saonjo, de la banane, de la noix de coco et de la canne à sucre), l'architecture traditionnelle (maison végétale à base carrée sur pilotis), la musique (les instruments comme la conque marine antsiva, le tambour de cérémonie hazolahy, le xylophone atranatrana, la flûte sodina ou encore la valiha) et la danse (notamment la « danse des oiseaux » que l'on retrouve à la fois au centre et dans le Sud).
Au tout début du peuplement appelée "période paléomalgache", les Ntaolo se subdivisèrent, selon leurs choix de subsistance en deux grands groupes : les Vazimba (de *ba/va-yimba-"ceux de la forêt", de *yimba-"forêt" en proto Sud-Est Barito (SEB), aujourd'hui barimba ou orang rimba en malais) qui s'installèrent -comme leur nom l'indique- dans les forêts de l'intérieur et les Vezo (de *ba/va/be/ve-jau, "ceux de la côte" en proto-Malayo-Javanais, aujourd'hui veju en bugis et bejau en malais, bajo en javanais) qui restèrent sur la côte Ouest.
Le qualificatif Vazimba désignait donc à l'origine les Ntaolo chasseurs et/ou cueilleurs qui décidèrent de s'établir "dans la forêt", notamment dans les forêts des hauts plateaux centraux de la grande île et celles de la côte Est et Sud-Est, tandis que les Vezo étaient les Ntaolo pêcheurs qui restèrent sur les côtes de l'Ouest et du Sud (probablement les côtes du premier débarquement).

### La période féodale malgache: naissance des grands royaumes (1600-1895)
Dès la fin du premier millénaire jusqu'à 1600 environ, les Vazimba de l'intérieur autant que les Vezo des côtes accueillirent de nouveaux immigrants moyen-orientaux (Perses Shirazi, Arabes Omanites, Juifs arabisés) et orientaux (Indiens Gujarati, Malais, Javanais, Bugis) voire européens (Portugais) qui s'intégrèrent et s'acculturèrent à la société Vezo et Vazimba, souvent par alliance matrimoniale. Bien que minoritaires, les apports culturels, politiques et technologiques de ces nouveaux arrivants à l'ancien monde Vazimba et Vezo modifièrent substantiellement leur société et sera à l'origine des grands bouleversements du XVIe qui conduiront à l'époque féodale malgache.
À l'intérieur des terres, les luttes pour l'hégémonie des différents clans Vazimba des hauts plateaux centraux (que les autres clans Vezo des côtes appelaient les Hova) aboutirent à la naissance des ethnies et/ou royaumes Merina, Betsileo, Bezanozano, Sihanaka, Tsimihety et Bara.
Sur les côtes, l'intégration des nouveaux immigrés orientaux, moyen-orientaux et africains donnèrent naissance aux ethnies et/ou royaumes Antakarana, Boina, Menabe et Vezo (Côte Ouest), Mahafaly et Antandroy (Sud), Antesaka, Antambahoaka, Antemoro, Antanala, Betsimisaraka (Côte Est).

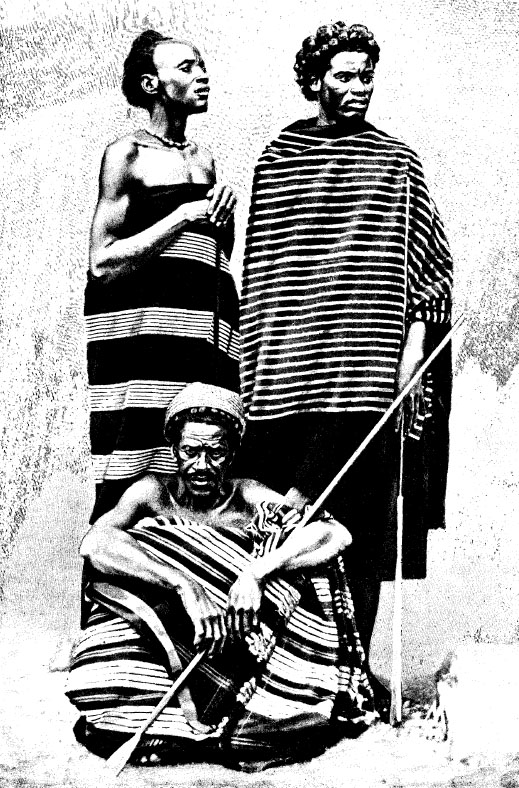
Isambo, roi des Baras Iantsantsas.

La naissance de ces grands royaumes "néo-Vazimba"/"néo-Vezo" modifièrent essentiellement la structure politique de l'ancien monde des Ntaolo, mais la grande majorité des anciennes catégories demeurèrent intactes au sein de ces nouveaux royaumes : la langue commune, les coutumes, les traditions, le sacré, l'économie, l'art des anciens demeurèrent préservées dans leur grande majorité, avec des variations de formes selon les régions.

## Le peuple Bara
Les Bara seraient issus d'un clan du Sud-Ouest de l'île ayant émigré plus à l'Est [réf. nécessaire]. Le pays bara est connu sous le nom d'Ibara.

## Langue
Ils parlent le malgache bara, un dialecte du malgache, pour lequel 600 000 locuteurs ont été dénombrés en 2006.

## Culture
Les Bara tournées vers l'élevage de zébus parcourent de grands espaces avec ces derniers. Les zébus sont symbole de richesse et de fierté pour tout le peuple Bara. Les Bara vouent en effet un véritable culte à leur cheptel et leurs armes car les uns comme les autres assurent richesse et subsistance.
Aussi, dès leur plus jeune âge, les hommes s’initient à des rodéos ainsi qu’aux luttes à mains nues appelées « Moraingy » ou « Ringa ». Le ringa, est un entraînement physique au combat. Certaines festivités sont accompagnées de danses et de musiques traditionnelles et sont l’occasion de réunir la population nomade Bara. La danse du “Papango” étant la plus connue. Un homme perché en haut d’un poteau de bois mime alors l’envol d’un oiseau de proie.
Habitants d’une région sèche, ils ont une alimentation composée essentiellement de maïs, de manioc, mais aussi de riz.

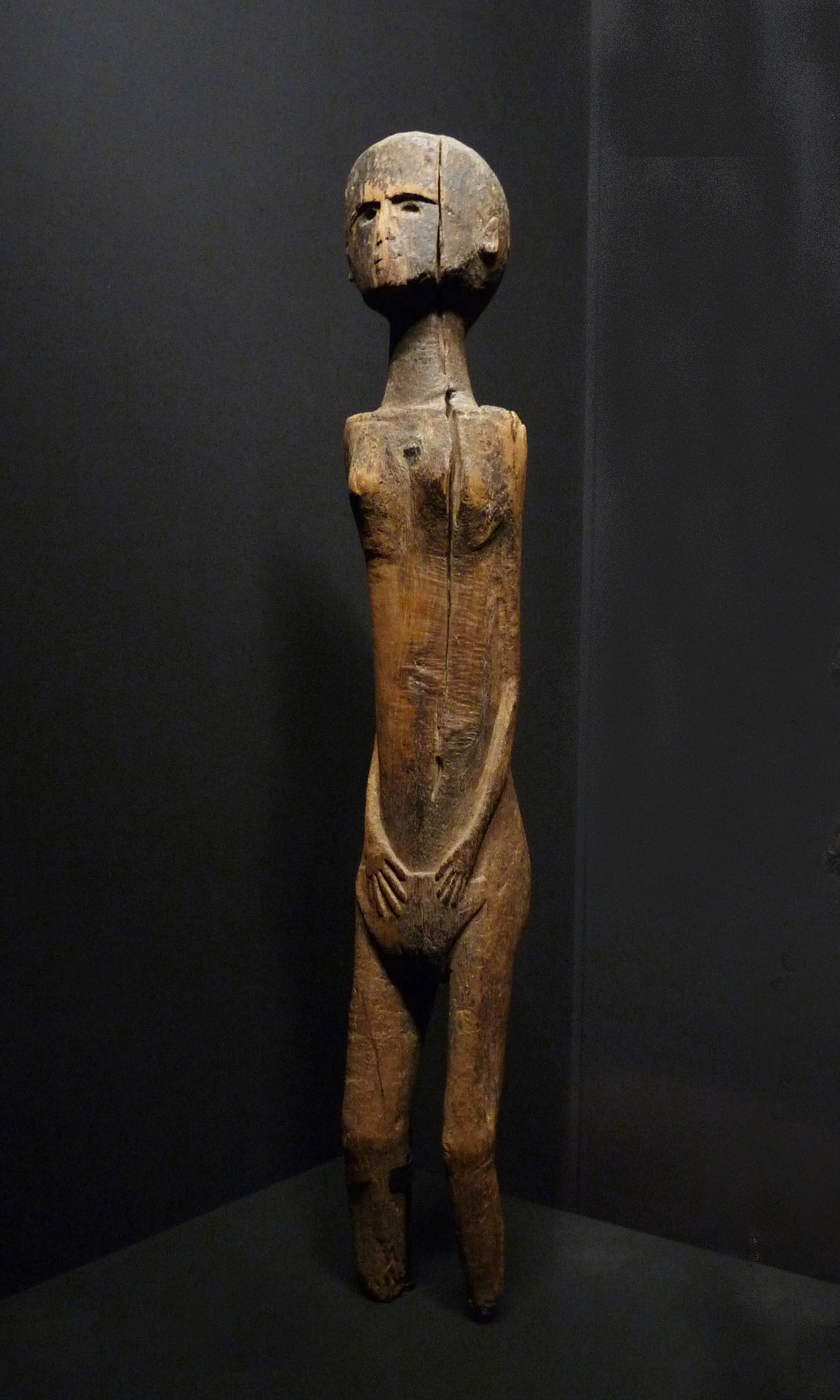
Statue magique sampy (Musée du quai Branly).